# We Break the Dawn
Singles de Michelle Williams
Let's Stay Together
(2005) The greatest
(2008)
We Break the Dawn est une chanson de la chanteuse Michelle Williams pour l'album Unexpected

## Formats et liste des pistes
CD single
1. "We Break the Dawn (Album Version)" – 3:52
2. "We Break the Dawn (Lost Daze Club Mix)" – 6:14
3. "We Break the Dawn (Karmatronic Club Remix)" – 5:25
4. "We Break the Dawn (Mr. Mig Remix)" – 6:02
5. "We Break the Dawn (Maurice Joshua Remix)" – 6:36
6. "We Break the Dawn (Lost Daze Dub Mix)" – 6:11
7. "We Break the Dawn Part 2 (DJ Montay Remix)" (featuring Flo Rida) – 4:22

The Mixes, Pt. 2
UK digital download only release
1. "We Break the Dawn (Album Version)" – 3:52
2. "We Break the Dawn Part 2 (DJ Montay Remix)" (featuring Flo Rida) – 4:22
3. "We Break the Dawn (Moto Blanco Radio Mix)" – 4:04
4. "We Break the Dawn (Wideboys Remix - Radio Edit)" – 3:25
5. "We Break the Dawn (Karmatronic Remix - Radio Edit)" – 2:56

## Charts
| Chart (2008)                       | Peak position |
| ---------------------------------- | ------------- |
| Global Dance Tracks                | 26            |
| UK Singles Chart                   | 47            |
| U.S. Billboard Hot Dance Club Play | 4             |
| U.S. Billboard Hot Dance Airplay   | 1             |

## Credits
- Ecrit par Solange Knowles, Andrew Frampton et Wayne Wilkins
- Produit par Wayne Wilkins et Andrew Frampton
- Enregistrer par Wayne Wilkins et Andrew Frampton au Waveview Studios and Chalice Studios, Los Angeles, CA
- Mixer par Wayne Wilkins aux Encore Studios, Los Angeles, CA
- Chants par Michelle Williams
- Instruments par Wayne Wilkins